# John Jameson (Politiker)
John Jameson (* 6. März 1802 bei Mount Sterling, Montgomery County, Kentucky; † 24. Januar 1857 in Fulton, Missouri) war ein US-amerikanischer Politiker. Zwischen 1839 und 1849 vertrat er mehrfach den Bundesstaat Missouri im US-Repräsentantenhaus.

## Werdegang
John Jameson besuchte die öffentlichen Schulen seiner Heimat. Im Jahr 1825 zog er in das Callaway County im Staat Missouri. Nach einem anschließenden Jurastudium und seiner 1826 erfolgten Zulassung als Rechtsanwalt begann er in Fulton in diesem Beruf zu arbeiten. In dieser Stadt bekleidete er außerdem verschiedene lokale Ämter. Gleichzeitig schlug er als Mitglied der Demokratischen Partei eine politische Laufbahn ein. Zwischen 1830 und 1836 saß er als Abgeordneter im Repräsentantenhaus von Missouri, dessen Speaker er in den Jahren 1834 und 1836 war.
Nach dem Tod des Abgeordneten Albert Galliton Harrison wurde Jameson bei der fälligen Nachwahl für den ersten Sitz von Missouri zu dessen Nachfolger in das US-Repräsentantenhaus in Washington, D.C. gewählt, wo er am 12. Dezember 1839 sein neues Mandat antrat. Da er im Jahr 1840 auf eine Kandidatur verzichtete, konnte er bis zum 3. März 1841 nur die laufende Legislaturperiode im Kongress beenden. Bei den Wahlen des Jahres 1842 wurde Jameson erneut im ersten Distrikt seines Staates in das US-Repräsentantenhaus  gewählt, wo er am 4. März 1843 die Nachfolge von John Cummins Edwards antrat, der ihn zwei Jahre zuvor abgelöst hatte. Im Jahr 1844 verzichtete Jameson erneut auf eine Kandidatur. Damit schied er am 3. März 1845 wieder aus dem Parlament aus. Weitere zwei Jahre später wurde er zum dritten Mal in den Kongress gewählt, wo er zwischen dem 4. März 1847 und dem 3. März 1849 eine letzte Legislaturperiode absolvierte. Diese war von den Ereignissen des Mexikanisch-Amerikanischen Krieges bestimmt.
Nach seinem Ausscheiden aus dem US-Repräsentantenhaus wurde John Jameson zum Geistlichen ordiniert. Außerdem arbeitete er in der Landwirtschaft. Während des Black-Hawk-Krieges war er als Hauptmann eingesetzt. John Jameson starb am 24. Januar 1857 in Fulton.